# 諏方国

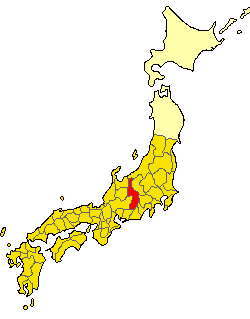
諏方国の位置（721年）

諏方国（すわのくに）は、かつて日本の地方行政区分だった令制国の一つ。東山道に位置する。諏訪国とも表記。領域は現在の長野県西部にあたるが、短期間しか存続しなかった。

## 沿革
養老5年（721年）6月26日に信濃国から分立した。建国理由には諸説あるが、有力な説としては諏訪地方が古より独自の文化を形成していた地域（諏訪大社など）であったためという説と、分立前の信濃国は広大で地形も複雑であり当時の国府が北東の小県郡に位置していたため統治に難があったからという説がある。
領域は不明で諏方郡（後に編入された立場川以東を除く）と伊那郡の太田切川以北は確実だが、上2郡の他に筑摩郡（後に編入された木曽地域、筑北盆地を除く）と安曇郡を含める説も有力である。なお、国府の所在地等は不明。
同年8月19日には飛騨国と共に美濃按察使の下に付けられた。これは信濃国も前から美濃按察使の下にあったので、それを踏襲したものである。また、神亀元年（724年）3月1日には、流罪人の配流地の遠近の規程において、伊予国と共に距離中国と定められている。
その後、天平3年（731年）3月7日に廃止され、信濃国に復した。